# Diecezja zielonogórsko-gorzowska

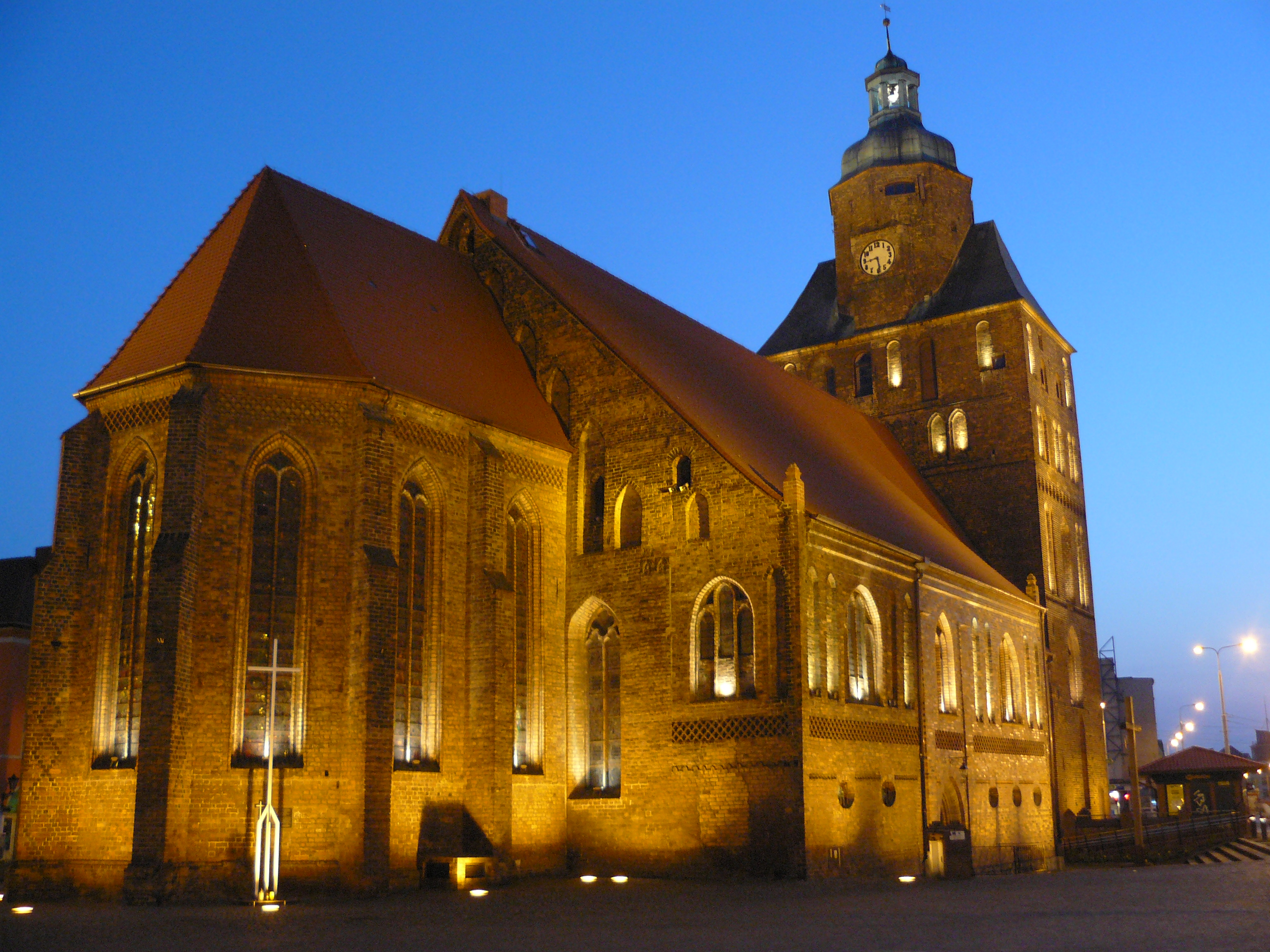
Katedra Wniebowzięcia NMP w Gorzowie Wielkopolskim

Diecezja zielonogórsko-gorzowska (łac. Dioecesis Viridimontanensis-Gorzoviensis) – jedna z 3 diecezji obrządku łacińskiego metropolii szczecińsko-kamieńskiej (położona w zachodniej Polsce). 
Podzielona jest na 30 dekanatów i 270 parafii, w tym 22 zakonne. Terytorium diecezji stanowią województwo lubuskie oraz powiat głogowski, pokrywa się ono zatem z terytorium dawnego województwa zielonogórskiego. Nawiązuje do historycznej diecezji lubuskiej, istniejącej w latach 1124–1598. Od 29 listopada 2020 diecezja zielonogórsko-gorzowska posiada herb.
Historia obecnej diecezji sięga roku 1945, gdy powołano administrację apostolską kamieńską, lubuską i prałatury pilskiej z siedzibą w Gorzowie Wielkopolskim, obejmującą przyłączoną do Polski część terytorium diecezji berlińskiej, a także terytorium niezależnej prałatury pilskiej. W wyniku jej podziału w dniu  28 czerwca 1972 przez papieża Pawła VI bullą Episcoporum Poloniae coetus ustanowiono diecezję gorzowską, przemianowaną w dniu 25 marca 1992 przez papieża Jana Pawła II bullą Totus Tuus Poloniae populus na diecezję zielonogórsko-gorzowską ze stolicą w Zielonej Górze.

## Instytucje
- Kuria diecezjalna w Zielonej Górze
- Sąd Kościelny w Gorzowie Wielkopolskim
- Zielonogórsko-Gorzowskie Wyższe Seminarium Duchowne w Gościkowie-Paradyżu z siedzibą w Gorzowie Wlkp. (sekcja zamiejscowa Wydziału Teologicznego Uniwersytetu Szczecińskiego)
- Instytut Studiów Wyższych w Gorzowie Wlkp.  (sekcja zamiejscowa Wydziału Teologicznego Uniwersytetu Szczecińskiego)
- Instytut Filozoficzno-Teologiczny im. Edyty Stein w Zielonej Górze  (sekcja zamiejscowa Papieskiego Wydziału Teologicznego we Wrocławiu)
- Instytut Biskupa Wilhelma Pluty w Gorzowie Wielkopolskim
- Diecezjalne Studium Organistowskie w Zielonej Górze
- Diecezjalny Ośrodek Formacji Diakonów Stałych w Zielonej Górze[5]
- Diecezjalny Ośrodek Katechumenalny w Zielonej Górze
- Gorzowska Kapituła Katedralna
- Zielonogórska Kapituła Kolegiacka pw. św. Jadwigi Śląskiej
- Głogowska Kapituła Kolegiacka
- Caritas diecezjalna w Zielonej Górze
- Archiwum Diecezjalne w Zielonej Górze
- Wydawnictwo Diecezjalne w Zielonej Górze
- Diecezjalna Księgarnia św. Antoniego
- Dom Księży Emerytów w Zielonej Górze
- Aspekty. Niedziela Zielonogórsko-Gorzowska – redakcja w Zielonej Górze
- Gość Zielonogórsko-Gorzowski – redakcja w Zielonej Górze

## Biskupi

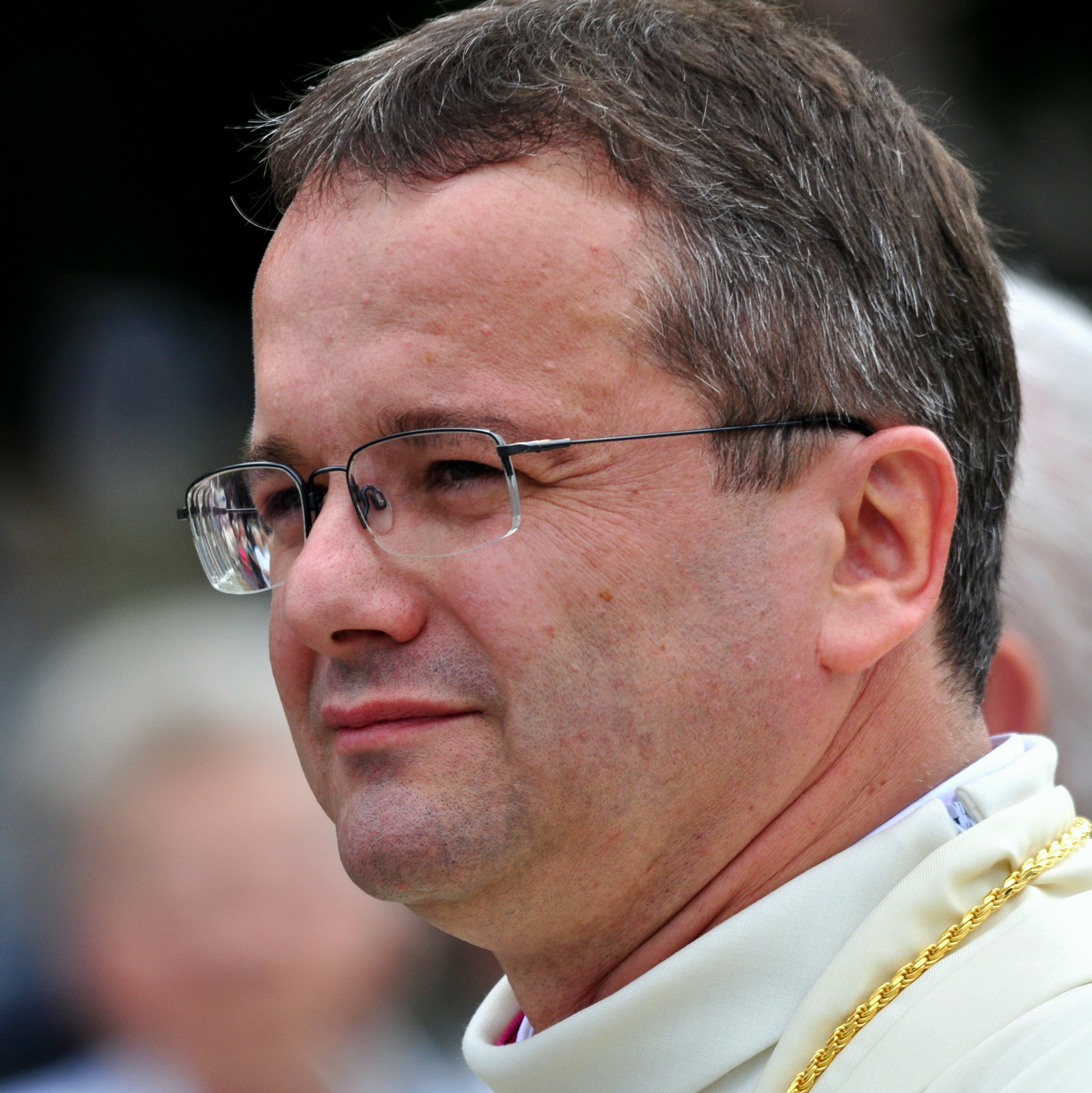
Tadeusz Lityński – biskup diecezjalny

### Biskup diecezjalny
- bp Tadeusz Lityński – od 2016

### Biskup pomocniczy
- bp Adrian Put (wikariusz generalny) – od 2022

### Biskupi seniorzy
- bp Paweł Socha CM – biskup pomocniczy zielonogórsko-gorzowski w latach 1973–2012 (do 1992 gorzowski), senior od 2012
- bp Stefan Regmunt – biskup diecezjalny zielonogórsko-gorzowski w latach 2008–2015, senior od 2015 (od lipca 2021 z zakazem uczestnictwa w jakichkolwiek celebracjach i spotkaniach publicznych na terenie diecezji)

## Wikariusze generalni i biskupi
- ks. kan. Piotr Kubiak – wikariusz generalny (kanclerz Kurii)
- ks. prał. Zbigniew Kobus – wikariusz biskupi ds. liturgii
- ks. kan. Robert Patro – wikariusz biskupi ds. personalnych
- ks. kan. Zygmunt Zimnawoda – wikariusz biskupi ds. duszpasterskich

## Główne świątynie
- Katedra Wniebowzięcia Najświętszej Maryi Panny w Gorzowie Wielkopolskim (rocznica poświęcenia: 9 września)
- Konkatedra św. Jadwigi Śląskiej w Zielonej Górze
- Kolegiata Wniebowzięcia Najświętszej Maryi Panny w Głogowie
- Bazylika Matki Bożej Rokitniańskiej w Rokitnie

## Patroni
- Matka Boża Rokitniańska – główna patronka diecezji, uroczystość liturgiczna 18 czerwca
- Pięciu Świętych Braci Międzyrzeckich – patroni drugorzędni, święto liturgiczne 13 listopada

## Błogosławieni,Słudzy Boży
- s. Maria Teresa od św. Józefa – błogosławiona, zakonnica, założycielka Zgromadzenia Sióstr Karmelitanek Boskiego Serca Jezusa. Urodzona 19 czerwca 1855 w Sądowie.
- s. Juliana Edelburgis Kubitzki – błogosławiona, męczennica, zakonnica ze Zgromadzenia Sióstr św. Elżbiety (elżbietanek). Zginęła 20 lutego 1945 w Żarach.
- bp Wilhelm Pluta – Sługa Boży, biskup gorzowski. Zmarł w 22 stycznia 1986 w Przetocznicy.
- s. M. Iwona Król[6] – Sługa Boża, zakonnica ze zgromadzenia Zgromadzenia Sióstr św. Elżbiety (elżbietanek). Zmarła 8 sierpnia 1990 we Wschowie.

## Sanktuaria diecezjalne[7]
- Babimost – Sanktuarium Matki Bożej Gospodyni Babimojskiej
- Gorzów Wlkp. – Sanktuarium św. Weroniki Giuliani
- Gościkowo (Paradyż) – Sanktuarium Matki Bożej Wychowawczyni Powołań Kapłańskich
- Grodowiec – Sanktuarium Matki Bożej Grodowieckiej
- Jakubów – Sanktuarium św. Jakuba Apostoła
- Międzyrzecz – Sanktuarium Pierwszych Męczenników Polski
- Otyń – Sanktuarium Matki Bożej Klenickiej
- Rokitno – Sanktuarium Matki Bożej Rokitniańskiej
- Skwierzyna – Sanktuarium Matki Bożej Klewańskiej
- Świebodzin – Sanktuarium Miłosierdzia Bożego
- Wschowa – Sanktuarium Matki Bożej Pocieszenia

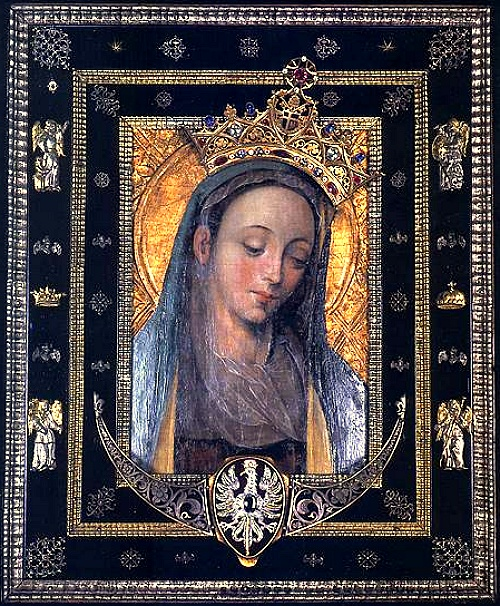
Cudowny Obraz Matki Bożej Rokitniańskiej Cierpliwie Słuchającej

## Dekanaty
Obecne diecezja składa się z następujących dekanatów:
|    | dekanat                                             | liczba parafii |
| -- | --------------------------------------------------- | -------------- |
| 1  | Dekanat Babimost                                    | 7              |
| 2  | Dekanat Drezdenko                                   | 6              |
| 3  | Dekanat Głogów - NMP Królowej Polski                | 13             |
| 4  | Dekanat Głogów - św. Mikołaja                       | 12             |
| 5  | Dekanat Gorzów Wielkopolski - Chrystusa Króla       | 7              |
| 6  | Dekanat Gorzów Wielkopolski - Katedra               | 10             |
| 7  | Dekanat Gorzów Wielkopolski - Świętej Trójcy        | 8              |
| 8  | Dekanat Gubin                                       | 6              |
| 9  | Dekanat Kostrzyn nad Odrą                           | 10             |
| 10 | Dekanat Kożuchów                                    | 7              |
| 11 | Dekanat Krosno Odrzańskie                           | 10             |
| 12 | Dekanat Lubsko                                      | 8              |
| 13 | Dekanat Łęknica                                     | 8              |
| 14 | Dekanat Nowa Sól                                    | 9              |
| 15 | Dekanat Pszczew                                     | 9              |
| 16 | Dekanat Rokitno                                     | 7              |
| 17 | Dekanat Rzepin                                      | 11             |
| 18 | Dekanat Sława                                       | 7              |
| 19 | Dekanat Strzelce Krajeńskie                         | 7              |
| 20 | Dekanat Sulechów                                    | 12             |
| 21 | Dekanat Sulęcin                                     | 8              |
| 22 | Dekanat Świebodzin – Miłosierdzia Bożego            | 7              |
| 23 | Dekanat Świebodzin – NMP Królowej Polski            | 7              |
| 24 | Dekanat Szprotawa                                   | 11             |
| 25 | Dekanat Wschowa                                     | 11             |
| 26 | Dekanat Żagań                                       | 12             |
| 27 | Dekanat Żary                                        | 12             |
| 28 | Dekanat Zielona Góra - Ducha Świętego               | 10             |
| 29 | Dekanat Zielona Góra - Podwyższenia Krzyża Świętego | 7              |
| 30 | Dekanat Zielona Góra - św. Jadwigi                  | 9              |

## Miasta diecezji
| lp. | Herb | Miasto              | Dekanat                                                               | Województwo  | Powiat                 | Liczba ludności | Liczba parafii |
| --- | ---- | ------------------- | --------------------------------------------------------------------- | ------------ | ---------------------- | --------------- | -------------- |
| 1   |      | Zielona Góra        | Zielona Góra: Ducha Świętego Podwyższenia Krzyża Świętego św. Jadwigi | lubuskie     | Zielona Góra           | 140 708         | 19             |
| 2   |      | Gorzów Wielkopolski | Gorzów Wielkopolski: Katedra Chrystusa Króla Świętej Trójcy           | lubuskie     | Gorzów Wielkopolski    | 120 087         | 14             |
| 3   |      | Głogów              | Głogów: św. Mikołaja NMP Królowej Polski                              | dolnośląskie | głogowski              | 66 120          | 8              |
| 4   |      | Nowa Sól            | Nowa Sól                                                              | lubuskie     | nowosolski             | 38 645          | 4              |
| 5   |      | Żary                | Żary                                                                  | lubuskie     | żarski                 | 37 304          | 5              |
| 6   |      | Żagań               | Żagań                                                                 | lubuskie     | żagański               | 25 668          | 3              |
| 7   |      | Świebodzin          | Świebodzin: Miłosierdzia Bożego NMP Królowej Polski                   | lubuskie     | świebodziński          | 21 685          | 3              |
| 8   |      | Międzyrzecz         | Pszczew                                                               | lubuskie     | międzyrzecki           | 17 839          | 3              |
| 9   |      | Kostrzyn nad Odrą   | Kostrzyn                                                              | lubuskie     | gorzowski              | 17 730          | 2              |
| 10  |      | Sulechów            | Sulechów                                                              | lubuskie     | zielonogórski          | 16 750          | 2              |
| 11  |      | Słubice             | Rzepin                                                                | lubuskie     | słubicki               | 16 644          | 2              |
| 12  |      | Gubin               | Gubin                                                                 | lubuskie     | krośnieński            | 16 614          | 2              |
| 13  |      | Lubsko              | Lubsko                                                                | lubuskie     | żarski                 | 13 876          | 2              |
| 14  |      | Wschowa             | Wschowa                                                               | lubuskie     | wschowski              | 13 851          | 3              |
| 15  |      | Szprotawa           | Szprotawa                                                             | lubuskie     | żagański               | 11 711          | 2              |
| 16  |      | Krosno Odrzańskie   | Krosno Odrzańskie                                                     | lubuskie     | krośnieński            | 11 238          | 1              |
| 17  |      | Sulęcin             | Sulęcin                                                               | lubuskie     | sulęciński             | 10 096          | 1              |
| 18  |      | Drezdenko           | Drezdenko                                                             | lubuskie     | strzelecko-drezdenecki | 10 074          | 2              |
| 19  |      | Strzelce Krajeńskie | Strzelce Krajeńskie                                                   | lubuskie     | strzelecko-drezdenecki | 9916            | 1              |
| 20  |      | Skwierzyna          | Rokitno                                                               | lubuskie     | międzyrzecki           | 9593            | 1              |
| 21  |      | Kożuchów            | Kożuchów                                                              | lubuskie     | nowosolski             | 9356            | 1              |
| 22  |      | Witnica             | Kostrzyn                                                              | lubuskie     | gorzowski              | 6731            | 1              |
| 23  |      | Rzepin              | Rzepin                                                                | lubuskie     | słubicki               | 6505            | 1              |
| 24  |      | Przemków            | Szprotawa                                                             | dolnośląskie | polkowicki             | 6091            | 2              |
| 25  |      | Nowogród Bobrzański | Lubsko                                                                | lubuskie     | zielonogórski          | 5134            | 1              |
| 26  |      | Zbąszynek           | Babimost                                                              | lubuskie     | świebodziński          | 5032            | 1              |
| 27  |      | Bytom Odrzański     | Kożuchów                                                              | lubuskie     | nowosolski             | 4308            | 1              |
| 28  |      | Sława               | Sława                                                                 | lubuskie     | wschowski              | 4290            | 1              |
| 29  |      | Jasień              | Lubsko                                                                | lubuskie     | żarski                 | 4262            | 1              |
| 30  |      | Czerwieńsk          | Zielona Góra-Ducha Świętego                                           | lubuskie     | zielonogórski          | 3988            | 1              |
| 31  |      | Iłowa               | Żagań                                                                 | lubuskie     | żagański               | 3874            | 1              |
| 32  |      | Babimost            | Babimost                                                              | lubuskie     | zielonogórski          | 3923            | 1              |
| 33  |      | Ośno Lubuskie       | Rzepin                                                                | lubuskie     | słubicki               | 3915            | 1              |
| 34  |      | Kargowa             | Sulechów                                                              | lubuskie     | zielonogórski          | 3768            | 1              |
| 35  |      | Małomice            | Szprotawa                                                             | lubuskie     | żagański               | 3458            | 1              |
| 36  |      | Dobiegniew          | Strzelce Krajeńskie                                                   | lubuskie     | strzelecko-drezdenecki | 3071            | 1              |
| 37  |      | Gozdnica            | Łęknica                                                               | lubuskie     | żarski                 | 3000            | 1              |
| 38  |      | Nowe Miasteczko     | Kożuchów                                                              | lubuskie     | nowosolski             | 2757            | 1              |
| 39  |      | Cybinka             | Rzepin                                                                | lubuskie     | słubicki               | 2751            | 1              |
| 40  |      | Torzym              | Sulęcin                                                               | lubuskie     | sulęciński             | 2541            | 1              |
| 41  |      | Łęknica             | Łęknica                                                               | lubuskie     | żarski                 | 2500            | 1              |
| 42  |      | Trzciel             | Babimost                                                              | lubuskie     | międzyrzecki           | 2358            | 1              |
| 43  |      | Lubniewice          | Sulęcin                                                               | lubuskie     | sulęciński             | 2082            | 1              |
| 44  |      | Otyń                | Nowa Sól                                                              | lubuskie     | nowosolski             | 1637            | 1              |
| 45  |      | Szlichtyngowa       | Wschowa                                                               | lubuskie     | wschowski              | 1274            | 1              |
| 46  |      | Brody               | Lubsko                                                                | lubuskie     | żarski                 | 892             | 1              |

## Galeria

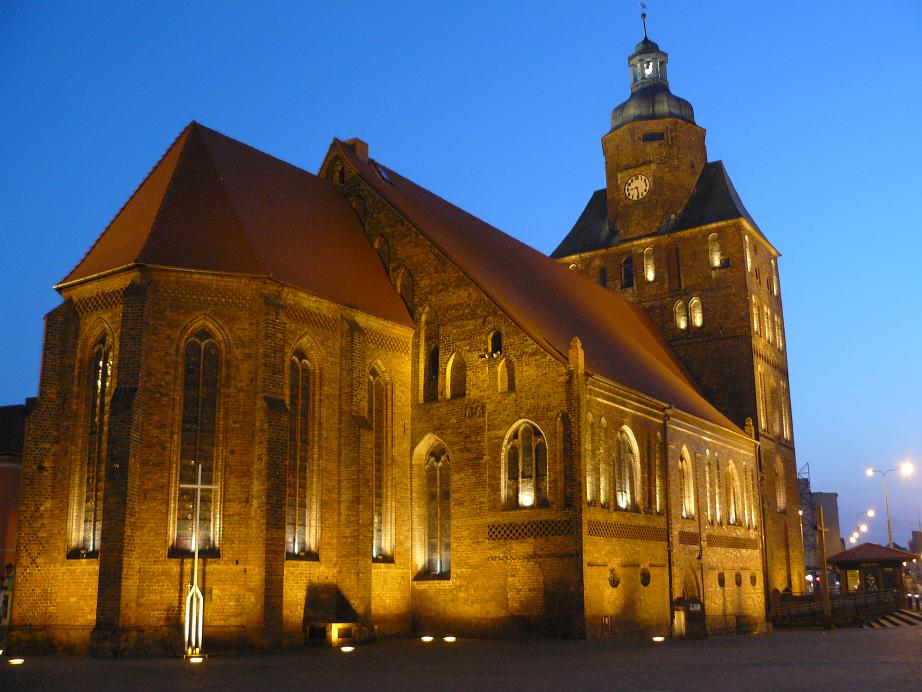
Katedra Wniebowzięcia Najświętszej Maryi Panny w Gorzowie Wielkopolskim
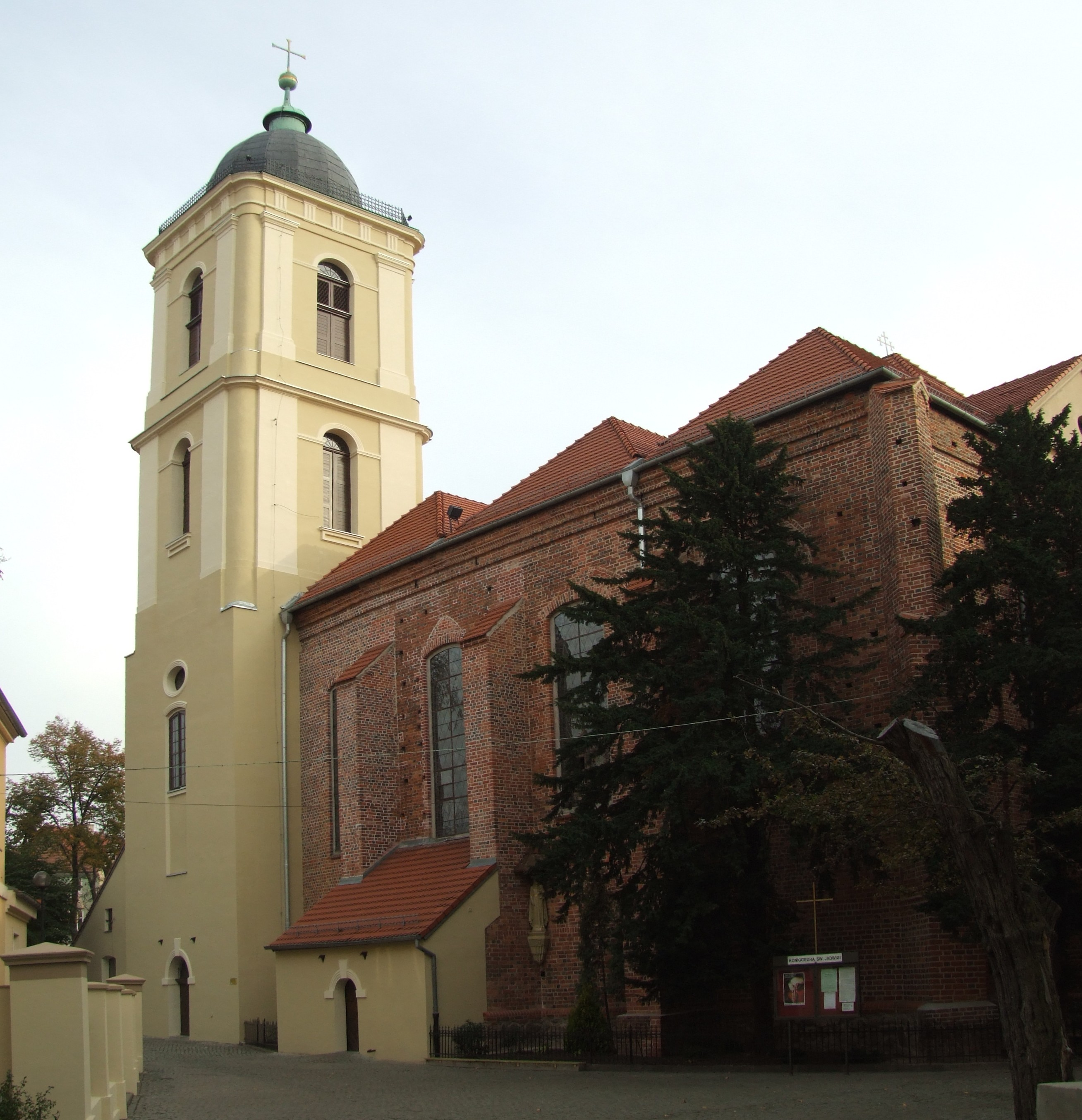
Konkatedra św. Jadwigi w Zielonej Górze
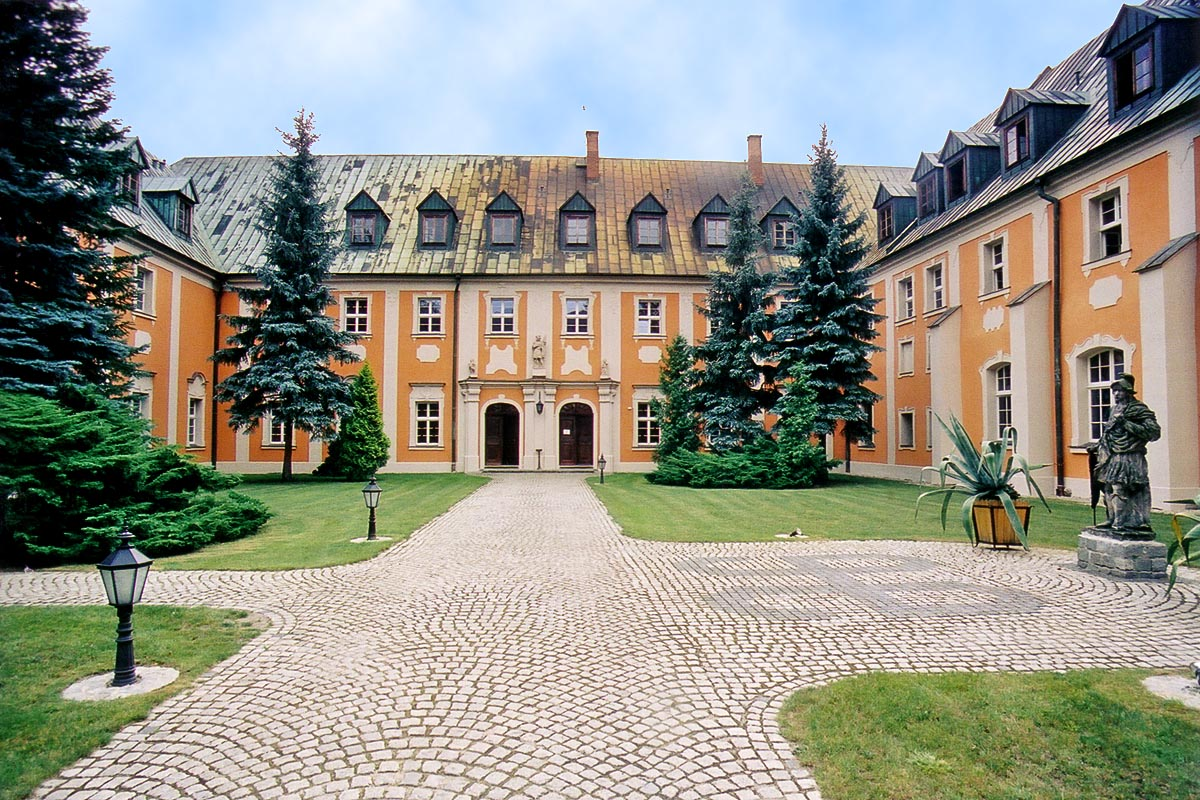
Wyższe Seminarium Duchowne w Gościkowie- Paradyżu
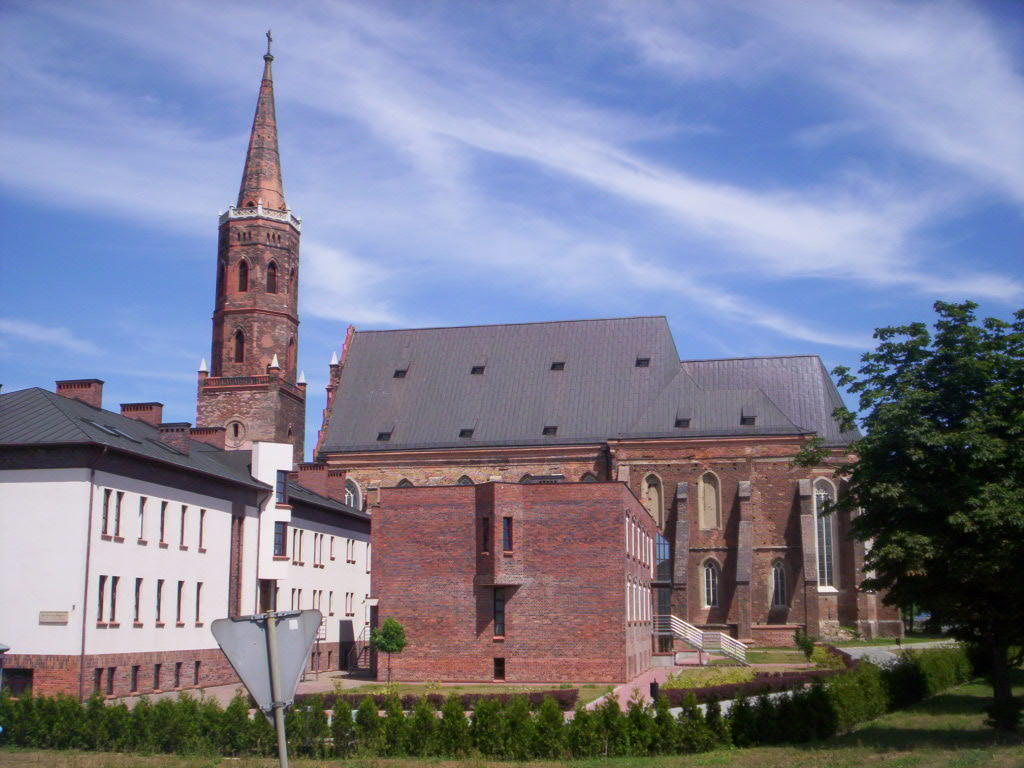
Kolegiata Wniebowzięcia Najświętszej Maryi Panny w Głogowie
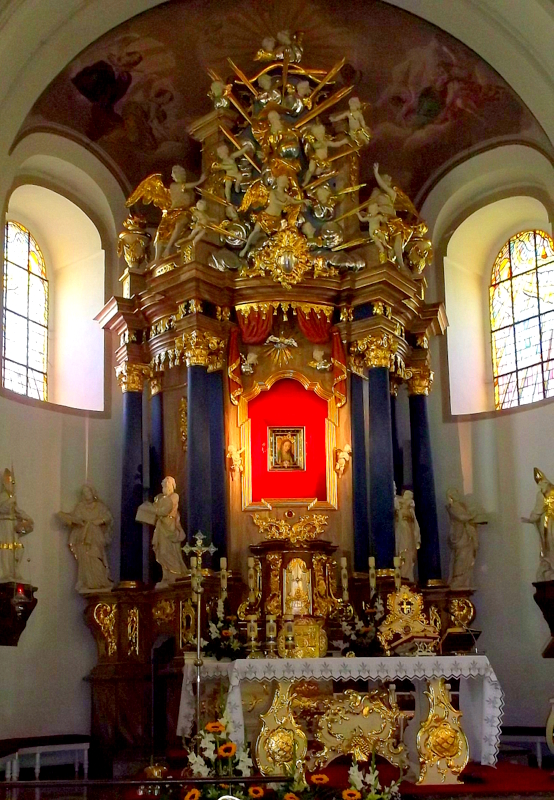
Ołtarz główny w bazylice mniejszej Matki Bożej Cierpliwie Słuchającej – diecezjalne sanktuarium maryjne w Rokitnie
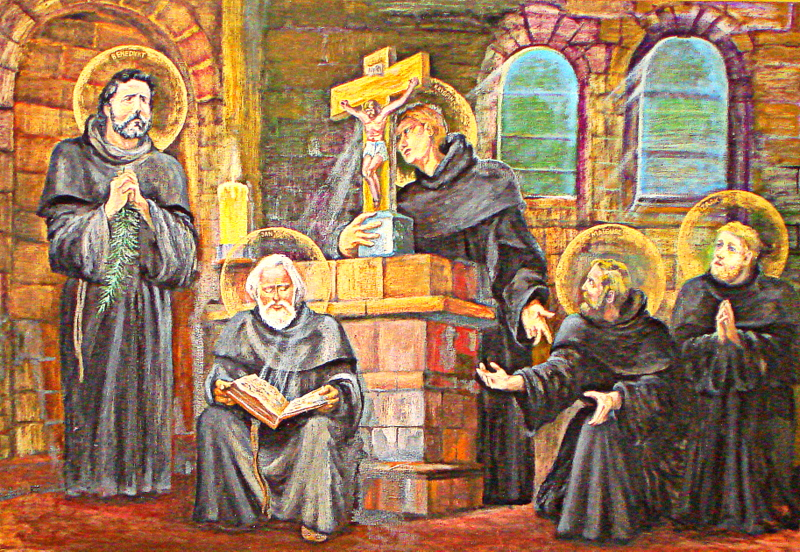
Patroni diecezji zielonogórsko-gorzowskiej, święci Męczennicy międzyrzeccy; Benedykt, Jan, Mateusz, Izaak, Krystyn. Obraz z pustelni w Rokitnie.